# Osteostraci
Gli osteostraci sono un grande gruppo di vertebrati fossili simili a pesci, vissuti dal Siluriano inferiore al Devoniano superiore (430 – 370 milioni di anni fa). I loro fossili si rinvengono in tutto il mondo, e sono riferibili a più di 200 specie diverse.

## Descrizione
La maggior parte di questi “pesci” possedeva una caratteristica testa a forma di ferro di cavallo, che consisteva di un cranio dal massiccio endoscheletro ricoperto da uno scudo di osso dermico. Sulla superficie dorsale della testa vi erano gli occhi (molto ravvicinati), un foro pineale e un'apertura nasoipofisiale a forma di buco di serratura nel mezzo. Oltre a ciò vi erano strani “campi” (depressioni della calotta cranica ricoperti con placchette di osso dermico) ritenuti dagli scienziati organi elettrici o organi di senso. La bocca e le aperture branchiali erano situate nella parte inferiore della testa, come nei galeaspidi. Gli osteostraci possedevano inoltre grandi pinne appaiate a forma di pagaia. La maggior parte degli osteostraci era lunga tra i 20 e i 40 centimetri, ma alcune specie erano incredibilmente piccole (circa 4 centimetri). Le specie più grandi potevano raggiungere il metro di lunghezza.

## Fossili importanti
Gli osteostraci giocarono un ruolo fondamentale nella storia della paleontologia dei vertebrati, dal momento che furono i primi pesci senza mascelle fossili la cui anatomia interna fu descritta dettagliatamente; questi studi diedero origine a notevoli dibattiti fra gli scienziati riguardo all'organizzazione della testa dei vertebrati primitivi.

## Habitat e diffusione
La maggior parte degli osteostraci viveva in ambienti marini costieri, e alcuni di essi erano di acqua dolce. I loro scudi cranici a forma di ferro di cavallo suggerisce un modo di vita bentonico (di fondale), ma è possibile che alcuni di essi, come i boreaspididi (Boreaspididae) e i kiaeraspididi (Kiaeraspidida), fossero attivi nuotatori. Gli osteostraci si diversificarono notevolmente nel corso del Devoniano inferiore, ma divennero molto rari nel Devoniano medio e superiore. La distribuzione fossile di questo gruppo di animali comprende il Nordamerica, l'Europa, la Siberia e l'Asia centrale (Tian-Shan).

## Organi elettrici?
Gli osteostraci sono caratterizzati da due depressioni laterali e una mediana sulla superficie dorsale dell'endoscheletro cranico, note come “campi cefalici”. Questi campi erano coperti da placchette poligonali di esoscheletro, ed erano connessi con l'orecchio interno da grandi condotti branchiali. Queste strutture sono state variamente interpretate come organi elettrici, espansioni del labirinto o speciali organi del sistema della linea sensoriale. Ad oggi, la loro funzione è ancora sconosciuta. Un'altra caratteristica era costituita da una particolare pinna a forma di foglia posta sotto la pinna caudale, forse una pinna anale modificata.

## Parenti delle lamprede?
La struttura delle branchie è estremamente simile a quella delle attuali lamprede (Petromyzontiformes), e queste caratteristiche hanno fatto supporre per lungo tempo che i due gruppi, insieme a quello degli anaspidi, fossero strettamente imparentati e raggruppati nel clade dei Cephalaspidomorphi. Le teorie più recenti, però, suggerisce che queste caratteristiche siano frutto di convergenza evolutiva. Gli osteostraci possedevano pinne pari contenenti muscolatura, attaccate direttamente alla parte posteriore dell'endoscheletro dello scudo cefalico. Queste pinne servivano con tutta probabilità a direzionare l'animale durante gli spostamenti lungo il fondale.

## Corpo massiccio
Il corpo degli osteostraci era massiccio, ricoperto da scaglie grandi e a forma di diamante; vi erano due primitive pinne dorsali, anche se alcune forme evolute ne erano sprovviste. La coda era epicerca (il lobo contenente la notocorda era quello superiore, come negli squali); i canali della linea sensoriale erano sviluppati sulla testa e su parte del corpo.

## Evoluzione
Gli osteostraci si sono sviluppati nel Siluriano inferiore con alcuni generi primitivi, come Kalanaspis e Ateleaspis, che possiedono caratteristiche primitive. Queste forme, che includono anche Aceraspis, Hirella e il ben noto Hemicyclaspis, sopravvissero fino al Devoniano inferiore. Nel frattempo gli osteostraci si svilupparono in forme più evolute, raggruppate nel grande gruppo dei cornuati (Cornuata), caratterizzati da processi laterali appuntiti dello scudo cefalico, di fronte alle pinne pari. I cornuati comprendono cinque principali sottogruppi: i Cephalaspidida, gli Zenaspidida, i Benneviaspidida, i Kiaeraspidida e i Thyestiida. Vi sono altri osteostraci di incerta affinità, come i Tannuaspidida dell'Asia Centrale.
- I cefalaspididi sono caratterizzati da processi cornuali larghi e appiattiti, sui quali si estendevano i “campi” laterali. Il rappresentante più tipico di questo gruppo è Cephalaspis, lungo una ventina di centimetri, ma vi furono alcune forme, come Parameteoraspis, il cui solo scudo cefalico poteva raggiungere i 45 centimetri di larghezza. Tra i generi più noti, oltre a quelli già citati, da ricordare Mimetaspis, Pattenaspis.
- Gli zenaspididi possedevano uno scudo cefalico più massiccio, che spesso reggeva una cresta mediana in posizione posteriore. Una caratteristica armatura di grandi tubercoli circondante altri tubercoli più piccoli era un altro tratto distintivo del gruppo. Tra le forme più note: Diademaspis, Machairaspis, Scolenaspis, Tegaspis, Zenaspis.
- I benneviaspididi avevano scudi cefalici appiattiti e il loro esoscheletro aveva perso il rivestimento di placchette poligonali, andando a formare una superficie continua. Alcuni benneviaspididi, come i Boreaspididae, svilupparono un lungo rostro simile a quello dei galeaspidi e dei pituriaspidi. Una di queste forme, nota come Tauraspis, possedeva due “corna” rivolte in avanti. Tra le forme più note: Belonaspis, Benneviaspis, Boreaspis, Hoelaspis.
- I kiaeraspididi erano piccoli osteostraci i cui scudi cefalici si estendevano posteriormente in una divisione addominale e i cui processi cornuali erano estremamente ridotti o scomparsi. Alcune forme, gli Acrotomaspididae, erano molto specializzate: erano quasi privi di campi cefalici e la bocca si apriva sul davanti, verso l'alto. Tra i più noti, Kiaeraspis e Acrotomaspis.
- I tiestiidi erano osteostraci di dimensioni relativamente modeste, caratterizzati da una particolare struttura dei canali della linea sensoriale. Includono forme, note come Tremataspididae, che avevano perduto le loro pinne pari e i processi cornuali, rendendo i loro scudi cefalici simili a delle olive. Queste caratteristiche potrebbero rappresentare adattamenti per la vita in tane sottomarine. Tra i più noti, da ricordare Thyestes, Auchenaspis, Sclerodus, Tremataspis e Dartmuthia.

Tra tutti gli ostracodermi, gli osteostraci (e anche i pituriaspidi) condividono con gli gnatostomi il maggior numero di caratteristiche evolute: ossa cellulari, anelli sclerotici negli occhi, pinne pari contenenti muscoli e pinna caudale epicerca.